# Voltaire-Sportif
Le Voltaire-Sportif est un club français de cyclisme. Club amateur de cyclisme sur piste, il a formé de nombreux champions de vitesse.

## Histoire
Voltaire-Sportif est créé par Jean Michel, imprimeur de l'avenue Parmentier en 1919,. VS adhère à un groupement de sport amateur qui a pour but de réunir des jeunes gens afin de leur inculquer l'esprit sportif, fédération connue sous le titre de « Paris-Sportif », présidé par Robert Joly, président du Gros-Caillou Sportif.
En 1924, il crée une école de sprinters au Vélodrome Municipal.

## Présidents
- Jean Michel
- Fernand Huneaux[4]
- 1939 : Charles Heulot[4]

## Directeurs sportif
- Heulot, Barateau
- Jean Saugues, Jean Noret, Daniel Dousset (1952)[2]

## Coureurs
- Georges Barateau
- André Bianchi
- Marc Cautenet
- Louis Chaillot
- Comès (fils)
- Chéron, champion de France des aspirants
- M. Delaplace
- Emile Diot
- Daniel Dousset
- Guillaume Driessens
- Gaston Dron
- Marcel Etienne
- Lucien Faucheux
- Marcel Gey, champion de France ;
- Hourlier (fils)
- René Hournon
- Henri Lemoine,
- Lucien Revelly
- Marcel Rochefort
- Emile Roudy
- Yves Van Massenhove

## Palmarès
- 9 Champions de France de vitesse amateur, avec Lucien Faucheux, Lucien Revelly, Louis Chaillot[2]...
- Challenges de vitesse
- 5 Grands Prix de Paris amateur avec Lucien Revelly[2]...
- 4 finales de la Médaille[2]
- Un championnat olympique
- Championnats de Paris-banlieue